# Gaddi Annaram
Gaddi Annaram är en ort i Indien.   Den ligger i distriktet Rangareddi och delstaten Telangana, i den centrala delen av landet, 1 300 km söder om huvudstaden New Delhi. Gaddi Annaram ligger 492 meter över havet och antalet invånare är 53 622.
Terrängen runt Gaddi Annaram är huvudsakligen platt. Gaddi Annaram ligger nere i en dal. Runt Gaddi Annaram är det mycket tätbefolkat, med 1 692 invånare per kvadratkilometer. Närmaste större samhälle är Hyderabad, 7,4 km väster om Gaddi Annaram. Runt Gaddi Annaram är det i huvudsak tätbebyggt.